# 遺伝子産物
遺伝子産物（いでんしさんぶつ、英: gene product）は、遺伝子の発現によって生じるRNAまたはタンパク質の生化学的物質のことである。また、遺伝子産物の量の測定は、遺伝子の活性度を推測するために行われることもある。遺伝子産物の異常な量は、癌の原因となる遺伝子の活動亢進など、病因対立遺伝子と相関している可能性がある。遺伝子は「機能的な産物を生み出すために必要なDNAの遺伝的単位」と定義される。調節エレメントは次のとおりである。
- プロモーター領域
- TATAボックス
- ポリアデニル化配列
- エンハンサー

これらの要素は、オープンリーディングフレームと組み合わさって機能産物を作り出す。この産物は、RNAとして転写されて機能するか、mRNAからタンパク質に翻訳されて細胞内で機能することがある。

## RNA産物

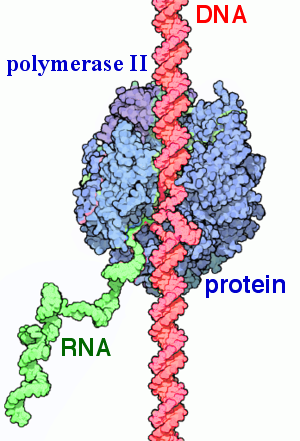
RNAポリメラーゼIIタンパク質を用いたDNAからRNAへの転写。

タンパク質をコードしていないRNA分子でも細胞内で機能を維持する。RNAの機能はその役割によって分類され、次のような役割がある。
- タンパク質の合成を助ける。
- 反応を触媒する。
- さまざまなプロセスを調整する[4]。

タンパク質の合成には、翻訳時に正しいアミノ酸をポリペプチド鎖に付加するtRNA、タンパク質合成を導くリボソームの主要構成要素であるrRNA、タンパク質産物を作るための命令を伝えるmRNAなどの機能的なRNA分子が必要である。
調節に関わる機能性RNAの一種は、翻訳を抑制することで機能するマイクロRNA（miRNA）である。これらのmiRNAは、相補的な標的mRNAの配列に結合して、翻訳が起こらないように機能する。低分子干渉RNA（siRNA）も、転写を負に調整することで機能する。これらのsiRNA分子は、特定のmRNAの転写を妨げるために、標的となるDNA配列に結合することにより、RNA干渉の際にRNA誘導サイレンシング複合体（RISC）内で機能する。

## タンパク質産物
タンパク質は、成熟したmRNA分子の翻訳によって形成される遺伝子の産物である。タンパク質はその構造に関して、一次、二次、三次、四次の4つの要素を持っている。直鎖状のアミノ酸配列は一次構造として知られる。一次構造のアミノ酸間の水素結合により、αヘリックスやβシートが形成される。これらの安定した折りたたみ状態が二次構造である。一次構造と二次構造の特定の組み合わせにより、ポリペプチドの三次構造が形成される。四次構造とは、ポリペプチドの複数の鎖が一緒に折り重なる状況を指す。

### タンパク質の機能
タンパク質は、細胞内でさまざまな機能を持っており、その機能は、相互作用するポリペプチドや細胞内の環境に応じて変化することがある。シャペロンタンパク質は、新しく合成されたタンパク質を安定させる働きがある。それらは、新しいタンパク質が正しい機能的な立体構造に折りたたまれることを確実にし、加えて、産物が必要のない場所で凝集しないようにする。タンパク質は酵素としても機能し、さまざまな生化学反応の速度を上げ、基質を産物に変える。酵素を介して、リン酸などの基を一次配列中の特定のアミノ酸に結合させることで、産物を修飾することができる。タンパク質は、細胞内の分子を必要な場所に移動させるためにも使用され、これらはモータータンパク質と呼ばれる。細胞の形はタンパク質によって支えられている。アクチン、微小管、中間径フィラメントなどのタンパク質は、細胞の構造を作り出す。もう一つのクラスのタンパク質は、細胞膜の中に存在する。膜タンパク質は、その構造に応じて、さまざまな方法で細胞膜と結合することができる。これらのタンパク質は、細胞が細胞外空間との間で、細胞産物、栄養素、またはシグナル（信号）を取り入れたり取り出することを可能にする。その他のタンパク質は、細胞が調節機能を実行することを助ける。たとえば転写因子はDNAに結合してRNAの転写を助ける。